# Panické Dravce
Panické Dravce (1927–1948 slowakisch „Panitské Dravce“ – bis 1927 „Pani Darovce“; ungarisch Panyidaróc) ist eine Gemeinde im Süden der Slowakei mit 738 Einwohnern (Stand 31. Dezember 2024). Sie gehört zum Okres Lučenec, einem Kreis des Banskobystrický kraj, und ist zugleich Teil der traditionellen Landschaft Novohrad.

## Geographie
Die Gemeinde befindet sich im Südwestteil des Talkessels Lučenská kotlina, selbst Teil der größeren Einheit Juhoslovenská kotlina, auf der rechten Flussterrasse des Ipeľ, nahe der Grenze zu Ungarn. Das Ortszentrum liegt auf einer Höhe von 185 m n.m. und ist fünf Kilometer von Lučenec entfernt.
Nachbargemeinden sind Lučenec im Norden, Mikušovce im Nordosten, Rapovce im Osten, Kalonda im Süden, Veľká nad Ipľom im Südwesten, Jelšovec im Westen und Halič im Nordwesten.

## Geschichte

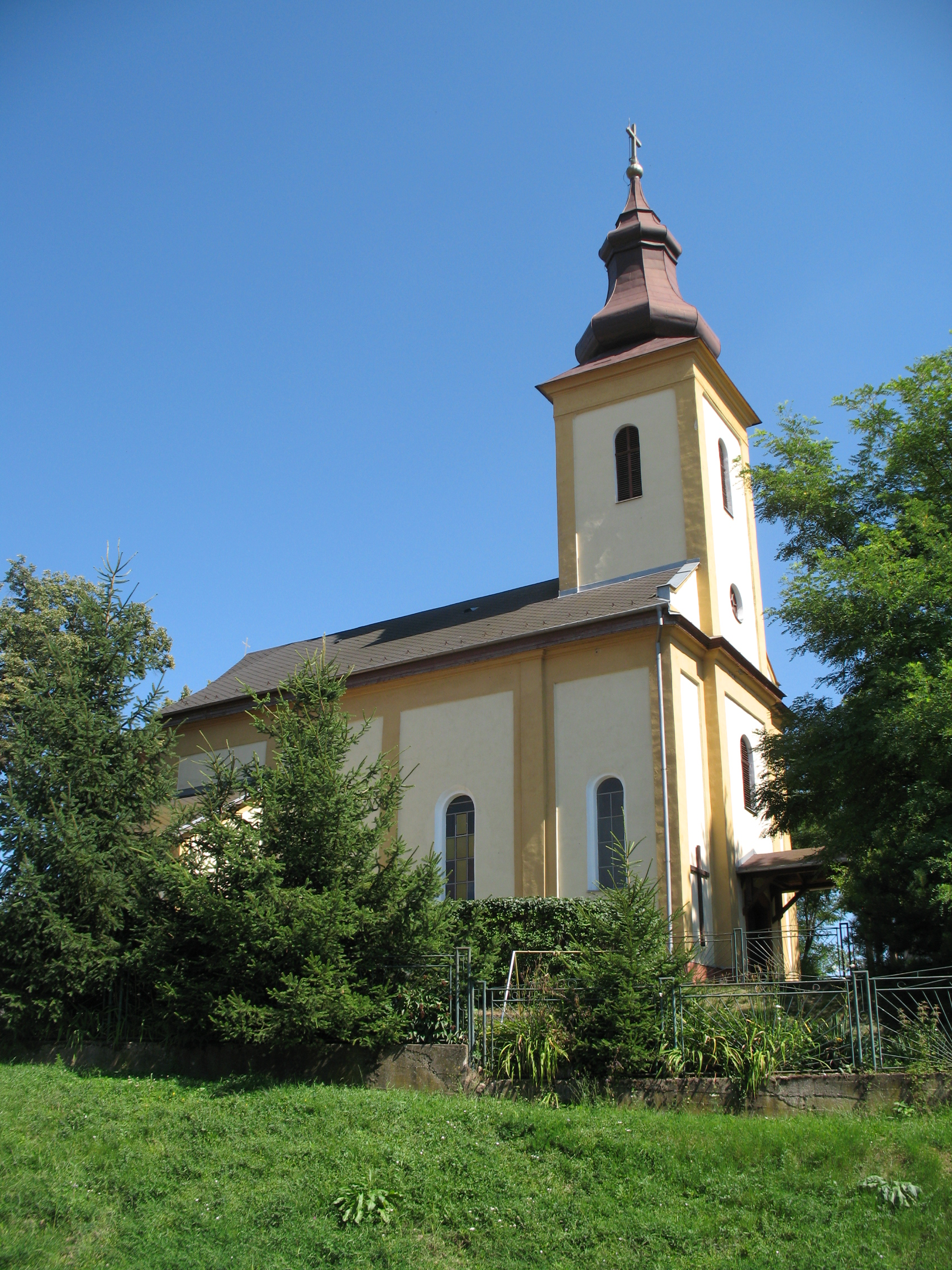
Dreifaltigkeitskirche in Panické Dravce

Der Ort wurde zum ersten Mal 1246 als Draus schriftlich erwähnt und erhielt seinen Namen nach den königlichen Jägern, die den ungarischen König in Jagdrevieren der alten Gespanschaft Sohl begleiteten. Das Dorf war Besitz verschiedener Familien, unter anderen Daróczy und Madách. Wegen der Türkenkriege verfiel die Ortschaft am Anfang des 17. Jahrhunderts, wurde aber gegen 1680 als Siedlung wieder gegründet und erreichte im 18. Jahrhundert die Größe eines Dorfes. 1828 zählte man 77 Häuser und 706 Einwohner, die als Landwirte und Winzer beschäftigt waren.
Bis 1918/1919 gehörte der im Komitat Neograd liegende Ort zum Königreich Ungarn und kam danach zur Tschechoslowakei beziehungsweise heute Slowakei. Auf Grund des Ersten Wiener Schiedsspruches war er von 1938 bis 1945 noch einmal Teil Ungarns.

## Bevölkerung
| Jahr                | 1994 | 2004    | 2014    | 2024    |
| ------------------- | ---- | ------- | ------- | ------- |
| Anzahl der Personen | 718  | 737     | 745     | 738     |
| Unterschied         |      | +2,64 % | +1,08 % | −0,93 % |

| Jahr                | 2023 | 2024    |
| ------------------- | ---- | ------- |
| Anzahl der Personen | 737  | 738     |
| Unterschied         |      | +0,13 % |

Gemäß der Volkszählung 2011 wohnten in Panické Dravce 743 Einwohner, davon 438 Slowaken, 263 Magyaren, 13 Roma und zwei Tschechen. Ein Einwohner gab eine andere Ethnie an und 26 Einwohner machten keine Angabe zur Ethnie.
532 Einwohner bekannten sich zur römisch-katholischen Kirche, 51 Einwohner zu den Brethren, 40 Einwohner zur Evangelischen Kirche A. B., vier Einwohner zur apostolischen Kirche, drei Einwohner zu den Siebenten-Tags-Adventisten, jeweils zwei Einwohner zur griechisch-katholischen Kirche und reformierten Kirche und ein Einwohner zur evangelisch-methodistischen Kirche. 65 Einwohner waren konfessionslos und bei 43 Einwohnern wurde die Konfession nicht ermittelt.

## Bauwerke
- römisch-katholische Dreifaltigkeitskirche (ursprünglich Andreaskirche) im historisierenden Stil aus dem Jahr 1910